# Castell de Drakensteyn
El Castell de Drakensteyn és un petit castell de la localitat de Lage Vuursche a Baarn (Països Baixos). És propietat de Beatriu I dels Països Baixos i es distingeix per la seva planta octogonal en un estil classicista. Està rodejat per un fossar.